# 王亨里
王亨里（1946年5月—），男，北京人，中国摄影师，珠江电影制片厂摄影师，中国电影金鸡奖最佳摄影。